# Oxbow (marque)
Pour les articles homonymes, voir Oxbow.
 (août 2024).
Oxbow, est une entreprise française de mode vêtements et accessoires de type surfwear, fondée en 1985 et basée à Mérignac depuis 1987.

## Historique
Oxbow est une marque de surf française fondée en 1985 en Normandie par Fabrice Valery et Isabelle Cachot. Depuis son origine, la marque propose des produits destinés aux surfeurs, skieurs et snowboardeurs.

Second logo de la marque, en vigueur à partir de 1989.

Le nom de la marque provient du mot anglais oxbow, qui signifie « bras mort », soit une portion de rivière ou de fleuve qui a été coupée de son cours principal et qui forme une étendue d'eau stagnante.
En 1987, la marque quitte la Normandie pour se relocaliser en Gironde, à Mérignac.
En 1991, Oxbow met en place deux compétitions à Biarritz.
En 2005, Oxbow est racheté par le groupe Lafuma. 10 ans plus tard, le groupe suisse Calida prend le contrôle de Lafuma et Oxbow passe chez Calida.
En 2020, Oxbow change de propriétaire en redevenant une marque indépendante, sans fonds d’investissement. Dirigée par Emmanuel Debruères et Jean-Christophe Chetail. La stratégie se concentre sur le surf et la montagne.
En 2021, Oxbow renoue avec la fabrication de planches de surf.
En 2023, la marque ouvre sa propre école de surf à Seignosse dans les Landes.